# Snake Jailbird
Snake Jailbird is een personage uit de animatieserie The Simpsons wiens stem gedaan wordt door Hank Azaria.

## Geschiedenis
Snake is Springfield's residente veelpleger, die in vrijwel elke aflevering waarin hij voorkomt wordt gearresteerd voor een misdaad maar nooit lang in de gevangenis blijft. Hij praat met een "Valley Boy" accent, en heeft altijd een pakje sigaretten in zijn mouw. Hij heeft het vooral voorzien op snelle auto’s en snelle vrouwen.
Snake heeft op het Middlebury College gezeten, en betaalde zijn studieschuld af door Moe Szyslak’s café te beroven. Zijn auto, die hij "Lil' Bandit" noemt, is vermoedelijk een Pontiac Firebird uit 1968 of een Dodge Charger uit 1969. Dit kan een referentie zijn naar James Dean’s zogenaamde bezeten auto de "Li'l". De claxon van de auto is gelijk aan die van de "General Lee" uit The Dukes of Hazzard.
Hij werd ooit samen met politiechef Clancy Wiggum gevangen gehouden door Herman (in een parodie op Pulp Fiction), maar werd gered door Kirk en Milhouse Van Houten.
Naast ordinaire berovingen hield Snake zich ook een keer bezig met een telemarketing oplichting, maar kon dit niet vol houden omdat hij mensen niet graag thuis lastigviel. Hij schreef ook een keer twee boeken: The Ten Habits of Highly Successful Criminals en A Criminal's Guide to Hiding in Mexico.
Als hij een gevangenisuniform draagt, is zijn gevangenisnummer 7F20. Dit is de productiecode van de eerste aflevering waarin hij voorkwam: The War of the Simpsons
Gedurende een flashback was te zien dat Snake ooit een archeoloog was en een grote zak met zeldzame munten had, maar deze werd gestolen. Later werden ze teruggevonden door Mr. Burns in de jukebox van Moe’s Tavern. Dit maakte dat Snake een misdadiger werd. In de aflevering "The Wandering Juvie" bleek dat Snake ook ooit in een jeugdgevangenis heeft gezeten, wat inhoudt dat hij ook voordat hij een archeoloog werd al crimineel gedrag vertoonde.
Snake heeft de gewoonte om versterkende termen zoals "like", "totally" en "really" te gebruiken op elk moment dat dit hem uitkomt.

## Naam
Snake’s echte naam, volgens zijn kaart in een simpsons ruilkaartspel, is Chester Turley. Sommige van deze kaarten hebben echter bizarre informatie, waardoor deze naam best vals kan zijn. Snake wordt ook vaak Jailbird genoemd door mensen. Jailbird is een typische Engelse term voor iemand die in de gevangenis zit.
In de aflevering "The Seemingly Never-Ending Story" noemde Snake zichzelf Professor Jailbird. Dit is vermoedelijk als referentie naar zijn oude leven als archeoloog.

## Familie
In "Pygmoelian" werd voor het eerst onthuld dat Snake en zoon heeft. De naam van deze zoon, Jeremy, werd onthuld in "The Seemingly Never-Ending Story". Hoewel Snake zo’n beetje elke mogelijke misdaad heeft gepleegd, is hij een zeer goede vader. Jeremy lijkt sprekend op Snake.
Snake heeft ook een broer (of ander mannelijk familielid) wiens naam niet bekend is. Verder was hij ooit getrouwd (of in elk geval verliefd) met een vrouw genaamd Gloria, die ook tijdelijk uitging met Montgomery Burns.
Homer Simpson · Marge Simpson · Bart Simpson · Lisa Simpson · Maggie Simpson · Abraham Simpson · Patty en Selma Bouvier · Jacqueline Bouvier · Mona Simpson · Santa's Little Helper · Snowball II · Familie Bouvier
Jasper Beardley · Comic Book Guy · Eddie en Lou · Maude Flanders · Ned Flanders · Professor Frink · Barney Gumble · Julius Hibbert · Lionel Hutz · Eerwaarde Lovejoy · Kapitein Horatio McCallister · Hans Moleman · Bleeding Gums Murphy · Apu Nahasapeemapetilon · Mayor Joe Quimby · Dr. Nick Riviera · Agnes Skinner · Cletus Spuckler · Squeaky Voiced Teen · Disco Stu · Moe Szyslak · Kirk Van Houten · Luann Van Houten · Chief Clancy Wiggum
Gary Chalmers · Rod en Todd Flanders · Jimbo Jones · Kearney · Edna Krabappel · Otto Mann · Nelson Muntz · Martin Prince · Seymour Skinner · Milhouse Van Houten · Ralph Wiggum · Groundskeeper Willie · andere studenten
Montgomery Burns · Carl Carlson · Lenny Leonard · Waylon Smithers
Itchy en Scratchy · Kent Brockman · Krusty de Clown · Troy McClure · Rainier Wolfcastle · Radioactive Man
Snake · Kang & Kodos · Sideshow Bob · Fat Tony
Treehouse of Horror
Bart vs. the World · Bart Simpson's Escape from Camp Deadly · The Simpsons Arcadespel · Bart vs. the Space Mutants · Bart's House of Weirdness ·Bart vs. The Juggernauts · Krusty's Fun House · Bartman Meets Radioactive Man · Bart's Nightmare · The Itchy and Scratchy Game · Virtual Bart · Bart and the Beanstalk · Itchy & Scratchy in Miniature Golf Madness · Cartoon Studio · Virtual Springfield · Night of the Living Treehouse of Horror · Bowling · Wrestling · Road Rage · Skateboarding · Hit & Run · The Simpsons Game · The Simpsons: Tapped Out
The Simpsons · The Simpsons Pinball Party
Strips: Simpsons Comics · Bart Simpson serie · Itchy & Scratchy Comics · Bart Simpson's Treehouse of Horror · Futurama/Simpsons Infinitely Secret Crossover Crisis
Tijdschrift: Simpsons Illustrated
Boeken: Bart Simpson's Guide to Life · Family Album · Library of Wisdom · Complete Guides · Planet Simpson · The Simpsons and Philosophy
Actiefiguurtjes: World of Springfield
The Simpsons Movie
Bankgrap ·
Canyonero · 
D'oh! · 
Duff Beer · 
Schoolbordgrap · 